# Veikkausliiga 2022
La Veikkausliiga 2022 è stata la centotredicesima edizione della massima serie del campionato finlandese di calcio, la trentatreesima come Veikkausliiga, iniziata il 2 aprile 2022, terminata il 30 
ottobre seguente. L'HJK è la squadra campione in carica che si è confermata campione anche in questa stagione per la trentaduesima volta nella sua storia la terza consecutiva.

## Stagione

### Novità
Dalla Veikkausliiga 2021 è stato retrocesso in Ykkönen il KTP, mentre dalla Ykkönen 2021 è stato promosso il VPS.

### Formula
Nella prima fase le dodici squadre si affrontano in un girone all'italiana, con partite di andata e ritorno, per un totale di 22 giornate. Successivamente, le squadre vengono divise in due gruppi in base alla classifica: le prime sei formano un nuovo girone e competono per il titolo e la qualificazione alle competizioni europee; le ultime sei, invece, lottano per non retrocedere in Ykkönen e per un altro posto valido per guadagnare la qualificazione alle competizioni europee. In entrambi i gironi le squadre si affrontano in un girone all'italiana, con partite di sola andata, per un totale di 5 giornate. Nel girone per il titolo: la squadra prima classificata è campione di Finlandia e si qualifica per il primo turno di qualificazione della UEFA Champions League 2023-2024; la squadra seconda classificata si qualifica per il primo turno di qualificazione della UEFA Europa Conference League 2023-2024, assieme alla vincitrice della Suomen Cup; la squadra terza classificata accede alla finale per la qualificazione al primo turno della UEFA Europa Conference League; le squadre classificate al quarto, quinto e sesto posto, più la prima classificata nel girone per la salvezza accedono agli spareggi per l'accesso alla finale contro la terza classificata. Nel girone per la salvezza l'ultima classificata viene retrocessa direttamente in Ykkönen, mentre la penultima classificata affronta la seconda classificata in Ykkönen in uno spareggio promozione/retrocessione.

## Squadre partecipanti
| Club          | Città       | Stadio                        | Stagione precedente           |
| ------------- | ----------- | ----------------------------- | ----------------------------- |
| AC Oulu       | Oulu        | Raatin stadion                | 11º posto in Veikkausliiga    |
| Haka          | Valkeakoski | Tehtaan kenttä                | 8º posto in Veikkausliiga     |
| HIFK          | Helsinki    | Bolt Arena                    | 6º posto in Veikkausliiga     |
| HJK           | Helsinki    | Bolt Arena                    | 1º posto in Veikkausliiga     |
| Honka         | Espoo       | Tapiolan urheilupuisto        | 9º posto in Veikkausliiga     |
| IFK Mariehamn | Mariehamn   | Wiklöf Holding Arena          | 10º posto in Veikkausliiga    |
| Ilves         | Tampere     | Tammelan stadion              | 5º posto in Veikkausliiga     |
| Inter Turku   | Turku       | Veritas-stadion               | 4º posto in Veikkausliiga     |
| KuPS          | Kuopio      | Savon Sanomat Areena          | 2º posto in Veikkausliiga     |
| Lahti         | Lahti       | Lahden stadion                | 7º posto in Veikkausliiga     |
| SJK           | Seinäjoki   | OmaSP Stadion                 | 3º posto in Veikkausliiga     |
| VPS           | Vaasa       | Hietalahden jalkapallostadion | 1º posto in Ykkönen, promosso |

## Prima fase

### Classifica
|  | Pos. | Squadra       | Pt | G  | V  | N | P  | GF | GS | DR  |
|  | ---- | ------------- | -- | -- | -- | - | -- | -- | -- | --- |
|  | 1.   | HJK           | 49 | 22 | 15 | 4 | 3  | 34 | 18 | +16 |
|  | 2.   | KuPS          | 47 | 22 | 14 | 5 | 3  | 36 | 16 | +20 |
|  | 3.   | Honka         | 41 | 22 | 12 | 5 | 5  | 45 | 21 | +24 |
|  | 4.   | Haka          | 37 | 22 | 11 | 4 | 7  | 36 | 38 | -2  |
|  | 5.   | Inter Turku   | 32 | 22 | 9  | 5 | 8  | 40 | 28 | +12 |
|  | 6.   | SJK           | 31 | 22 | 9  | 4 | 9  | 29 | 32 | -3  |
|  | 7.   | AC Oulu       | 30 | 22 | 8  | 6 | 8  | 35 | 35 | 0   |
|  | 8.   | Ilves         | 25 | 22 | 6  | 7 | 9  | 31 | 36 | -5  |
|  | 9.   | IFK Mariehamn | 24 | 22 | 6  | 6 | 10 | 25 | 33 | -8  |
|  | 10.  | VPS           | 22 | 22 | 6  | 4 | 12 | 39 | 36 | +3  |
|  | 11.  | Lahti         | 18 | 22 | 4  | 6 | 15 | 19 | 43 | -24 |
|  | 12.  | HIFK          | 9  | 22 | 1  | 6 | 15 | 15 | 48 | -33 |

Legenda:
      Ammessa al Girone per il titolo.
      Ammessa al Girone per la salvezza.
Note:
Tre punti a vittoria, uno a pareggio, zero a sconfitta.

### Risultati
|               | ACO  | Hak  | HIF  | HJK  | Hon  | IFK  | Ilv  | Int  | Lah  | KuP | SJK  | VPS  |
| ------------- | ---- | ---- | ---- | ---- | ---- | ---- | ---- | ---- | ---- | --- | ---- | ---- |
| AC Oulu       | –––– | 3-0  | 1-1  | 1-1  | 2-1  | 3-1  | 2-2  | 0-3  | 0-0  | 0-3 | 1-0  | 0-6  |
| Haka          | 3-2  | –––– | 2-1  | 0-3  | 2-1  | 3-2  | 2-1  | 3-2  | 1-1  | 2-1 | 1-1  | 0-2  |
| HIFK          | 1-6  | 0-2  | –––– | 0-2  | 1-2  | 1-1  | 0-1  | 0-3  | 0-3  | 0-1 | 0-2  | 1-5  |
| HJK           | 0-1  | 4-1  | 2-1  | –––– | 1-0  | 1-0  | 2-1  | 1-4  | 3-2  | 1-1 | 1-0  | 3-1  |
| Honka         | 2-2  | 3-2  | 4-1  | 1-2  | –––– | 1-1  | 0-0  | 2-1  | 5-0  | 2-0 | 5-1  | 4-0  |
| IFK Mariehamn | 2-1  | 2-0  | 1-1  | 2-1  | 1-1  | –––– | 1-5  | 2-3  | 0-0  | 1-1 | 2-0  | 1-3  |
| Ilves         | 0-2  | 2-3  | 0-1  | 1-2  | 0-4  | 1-0  | –––– | 1-1  | 3-2  | 1-2 | 3-1  | 3-2  |
| Inter Turku   | 2-1  | 0-2  | 2-2  | 0-1  | 0-1  | 4-0  | 2-2  | –––– | 5-1  | 1-2 | 1-0  | 1-1  |
| Lahti         | 0-2  | 0-1  | 0-0  | 1-1  | 0-2  | 0-2  | 1-1  | 2-1  | –––– | 0-1 | 1-3  | 0-5  |
| KuPS          | 2-1  | 2-1  | 5-1  | 0-0  | 1-1  | 1-0  | 0-0  | 2-1  | 4-0  | -   | 2-0  | 3-1  |
| SJK           | 3-2  | 2-2  | 2-1  | 0-1  | 3-2  | 1-0  | 3-3  | 1-1  | 1-2  | 2-1 | –––– | 2-0  |
| VPS           | 2-2  | 3-3  | 1-1  | 0-1  | 0-1  | 1-3  | 3-0  | 1-2  | 2-3  | 0-1 | 0-1  | –––– |

## Girone per il titolo
Le squadre mantengono i punti conquistati nella stagione regolare.

### Classifica
|  | Pos. | Squadra     | Pt | G  | V  | N | P  | GF | GS | DR  |
|  | ---- | ----------- | -- | -- | -- | - | -- | -- | -- | --- |
|  | 1.   | HJK         | 58 | 27 | 18 | 4 | 5  | 41 | 23 | +18 |
|  | 2.   | KuPS        | 57 | 27 | 17 | 6 | 4  | 43 | 21 | +22 |
|  | 3.   | Honka       | 49 | 27 | 14 | 7 | 6  | 53 | 27 | +26 |
|  | 4.   | Haka        | 45 | 27 | 13 | 6 | 8  | 40 | 40 | 0   |
|  | 5.   | Inter Turku | 35 | 27 | 10 | 5 | 12 | 42 | 36 | +6  |
|  | 6.   | SJK         | 35 | 27 | 10 | 5 | 12 | 33 | 38 | -5  |

Legenda:
      Campione di Finlandia e ammessa alla UEFA Champions League 2023-2024.
      Ammessa alla UEFA Europa Conference League 2023-2024.
 Ammessa agli play-off per la UEFA Europa Conference League 2023-2024.
Note:
Tre punti a vittoria, uno a pareggio, zero a sconfitta.

### Risultati
|             | Hak  | HJK  | Hon  | Int  | KuP  | SJK  |
| ----------- | ---- | ---- | ---- | ---- | ---- | ---- |
| Haka        | –––– | 0-1  | –––– | –––– | –––– | 2-0  |
| HJK         | –––– | –––– | –––– | 3-0  | 0-1  | 2-1  |
| Honka       | 1-1  | 3-1  | –––– | 2-1  | –––– | –––– |
| Inter Turku | 0-1  | –––– | –––– | –––– | –––– | 1-0  |
| KuPS        | 0-0  | –––– | 3-2  | 2-0  | –––– | –––– |
| SJK         | –––– | –––– | 0-0  | –––– | 3-1  | –––– |

## Girone per la salvezza
Le squadre mantengono i punti conquistati nella stagione regolare.

### Classifica
|  | Pos. | Squadra       | Pt | G  | V  | N | P  | GF | GS | DR  |
|  | ---- | ------------- | -- | -- | -- | - | -- | -- | -- | --- |
|  | 7.   | AC Oulu       | 39 | 27 | 11 | 6 | 10 | 46 | 43 | +3  |
|  | 8.   | VPS           | 35 | 27 | 10 | 5 | 12 | 52 | 41 | +11 |
|  | 9.   | Ilves         | 34 | 27 | 9  | 7 | 11 | 43 | 43 | 0   |
|  | 10.  | IFK Mariehamn | 34 | 27 | 9  | 7 | 11 | 41 | 43 | -2  |
|  | 11.  | Lahti         | 21 | 27 | 5  | 6 | 16 | 26 | 55 | -29 |
|  | 12.  | HIFK          | 9  | 27 | 1  | 6 | 20 | 20 | 70 | -50 |

Legenda:
 Ammessa ai play-off per la UEFA Europa Conference League 2023-2024.
 Ammessa allo spareggio promozione/retrocessione.
      Retrocessa in Ykkönen 2023
Note:
Tre punti a vittoria, uno a pareggio, zero a sconfitta.

### Risultati
|               | ACO  | HIF  | IFK  | Ilv  | Lah  | VPS  |
| ------------- | ---- | ---- | ---- | ---- | ---- | ---- |
| AC Oulu       | –––– | 4-1  | –––– | 0-2  | 2-1  | –––– |
| HIFK          | –––– | –––– | 2-3  | 1-5  | –––– | –––– |
| IFK Mariehamn | 2-4  | –––– | –––– | –––– | 6-0  | 2-2  |
| Ilves         | –––– | –––– | 2-3  | –––– | 1-0  | 3-2  |
| Lahti         | –––– | 6-1  | –––– | –––– | –––– | 0-2  |
| VPS           | 2-1  | 4-0  | –––– | –––– | –––– | –––– |

## Play-off Europa League
Quarti di finale
|             | Risultati |         | Luogo e data               |
| ----------- | --------- | ------- | -------------------------- |
| SJK         | 0 - 1     | AC Oulu | Seinäjoki, 19 ottobre 2022 |
|             |           |         |                            |
| Inter Turku | 1 - 6     | VPS     | Turku, 19 ottobre 2022     |
|             |           |         |                            |

Semifinale
| AC Oulu | 0 - 1 (dts) | VPS | Oulu, 22 ottobre 2022 |  |  |  |  |

Finale
|      | Risultati |      | Luogo e data                 |
| ---- | --------- | ---- | ---------------------------- |
| VPS  | 0 - 3     | Haka | Vaasa, 26 ottobre 2022       |
| Haka | 1 - 2     | VPS  | Valkeakoski, 30 ottobre 2022 |
|      |           |      |                              |

### Spareggio promozione/retrocessione
Allo spareggio partecipano l'undicesima classificata in Veikkausliiga e la vincente dei play-off della Ykkönen.
|       | Risultati |       | Luogo e data           |
| ----- | --------- | ----- | ---------------------- |
| TPS   | 1 - 1     | Lahti | Turku, 20 ottobre 2022 |
| Lahti | 2 - 1     | TPS   | Lahti, 23 ottobre 2022 |
|       |           |       |                        |

## Statistiche

### Classifica marcatori
| Gol |  |  | Giocatore        | Squadra       |
| --- |  |  | ---------------- | ------------- |
| 23  |  |  | Lee Erwin        | Haka          |
| 15  |  |  | Kalle Multanen   | VPS           |
| 14  |  |  | Agon Sadiku      | Honka         |
| 11  |  |  | John Owoeri      | IFK Mariehamn |
| 11  |  |  | Tim Väyrynen     | KuPS          |
| 10  |  |  | Michael López    | AC Oulu       |
| 10  |  |  | Kai Meriluoto    | Ilves         |
| 9   |  |  | Dé               | IFK Mariehamn |
| 9   |  |  | Petteri Pennanen | Ilves         |
| 8   |  |  | Jānis Ikaunieks  | KuPS          |
| 8   |  |  | Bojan Radulović  | HJK           |